# Berliner Schachgesellschaft 1827 Eckbauer
Die Berliner Schachgesellschaft 1827 Eckbauer (offiziell: Berliner Schachgesellschaft 1827 Eckbauer e. V.) ist Deutschlands ältester noch existierender Schachverein.
Gegründet wurde der Schachclub 1827 als Berliner Schachgesellschaft. Mitte des 19. Jahrhunderts wurde die Schachgesellschaft zum Zentrum der Berliner Schachschule und errang internationale Anerkennung. Seit dem Zusammenschluss 1949 mit der Schachvereinigung Eckbauer 1925 trägt er den Namen Berliner Schachgesellschaft 1827 Eckbauer.
1957 und 1961 wurde der Verein Deutscher Mannschaftsmeister. Zu den historisch bekanntesten Mitgliedern des Vereins zählt u. a. der einzige deutsche Schachweltmeister Emanuel Lasker.

## Geschichte

### 1827: Gründung
Im  „Blumengarten“ an der Potsdamer Chaussee, einem bis 1854 bestehenden Gartenlokal, trafen sich 1827 zwölf Schachspieler. Unter der Leitung Hermann Reinganums und des Hauptmanns von Carisien fanden einmal wöchentlich Treffen statt. Halbjährlich hielt die Runde Generalversammlungen ab und am 2. April 1829 einigte man sich auf den Namen Schachgesellschaft.
Mit dem exklusiveren Berliner Schachclub von 1803, auch Großer oder Alter Club genannt, bestand ein gutes Verhältnis. Im Jahr 1837 wurde sogar, wenngleich ohne Ergebnis, die Möglichkeit diskutiert, die Schachgesellschaft mit dem Alten Club zu vereinen (dieser wurde dann 1847 aufgelöst).

### 1840 bis 1900

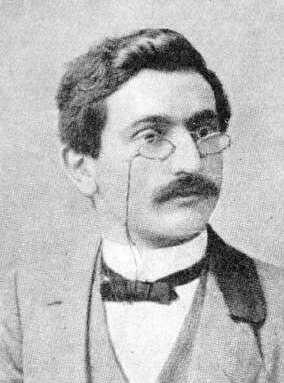
Emanuel Lasker, 1895

Die Schachgesellschaft entwickelte sich bald zum führenden Verein in Deutschland/Preußen. Maßgeblich daran beteiligt war eine Gruppe von sieben Schachmeistern: Die „Plejaden“ (das Siebengestirn mit Ludwig Bledow, Tassilo von Heydebrand und der Lasa, Paul Rudolph von Bilguer, Wilhelm Hanstein, Bernhard Horwitz, Carl Mayet und Karl Schorn) waren die Begründer der Berliner Schachschule. Viele der heute gültigen Schachregeln sind in diesem Kreis entstanden und wurden danach allgemein anerkannt. Das Handbuch des Schachspiels, der Bilguer, entstand in dieser Gruppe, ebenso 1846 die Deutsche Schachzeitung.
Bedeutende Schachspieler des Vereins in dem Jahrhundert waren unter anderem Adolf Anderssen, Johannes Hermann Zukertort, Emanuel Lasker (Mitglied ab 1891, Weltmeister 1894–1921), Emil Schallopp und Philipp Hirschfeld.
Das früheste bekannte Vereinsturnier fand 1853 statt. Der Sieger war Jean Dufresne, der einen Stichkampf gegen Max Lange gewann.

### 1900 bis 1945
Vor dem Zweiten Weltkrieg war die Schachgesellschaft der mit Abstand stärkste deutsche Schachverein. Am 26. April 1901 war der Klub Gründungsmitglied des Allgemeinen Schachbundes zu Berlin. Rund fünf Monate später trat die Schachgesellschaft auch wieder dem Deutschen Schachbund bei, der Jahre zuvor im Zwist verlassen wurde.
Vorsitzender der Schachgesellschaft zwischen 1911 und dem Ende des Zweiten Weltkrieges war der Meisterspieler und einflussreiche Schachfunktionär Ehrhardt Post, der nach dem Ersten Weltkrieg die Geschicke des Berliner Schachverbandes bestimmte und zugleich nach 1933 als Geschäftsführer und zentrale Figur des Großdeutschen Schachbundes amtierte.
Im Jahr 1910 hatte die Schachgesellschaft 275 Mitglieder. Die Spiellokale wechselten Anfang des 20. Jahrhunderts oft, unter anderem gehörte das Café Kerkau dazu. Erst in der Kantstraße 8 (neben dem Theater des Westens) fand der Verein ein eigenes Klubheim, das auch dem Berliner Schachverband als Geschäftsstelle diente. Das Gebäude wurde im Zweiten Weltkrieg zerstört und nicht wiederaufgebaut. Das Areal wurde erst ab 2005 wieder mit einem Hotel bebaut.
Die Berliner Schachgesellschaft beging am 3. Dezember 1927 ihre Jahrhundertfeier im Bürgersaal des Berliner Rathauses. Den Höhepunkt der Feierlichkeiten bildete ein großes Internationales Schachmeisterturnier (4. bis 20. Februar 1928), das
Aaron Nimzowitsch vor Efim Bogoljubow und Savielly Tartakower gewann.

### 1949: Zusammenschluss zur BSG Eckbauer
Die traditionsreiche Schachgesellschaft musste durch die enge Verflechtung mit dem Großdeutschen Schachbund als politisch belastet gelten. Der Verein war zudem organisatorisch stark geschwächt. Am 3. Juli 1949 formierten sich die restlichen Mitglieder der Berliner Schachgesellschaft und der 1925 gegründeten „Schachvereinigung Eckbauer“ – die bis dahin als „Schachgruppe Charlottenburg“ gemeinsam aktiv waren – zur Schachgesellschaft Eckbauer. Der Verein Eckbauer hatte bereits in der Vorkriegszeit größere schachliche Erfolge verzeichnet und bot sich als Partner für ein Zusammengehen an.
Im Jahr 1953 wurde eine Namensänderung beschlossen (Berliner Schachgesellschaft Eckbauer). Im März 1955 wurde dann in die Satzung der folgende Absatz aufgenommen: „Die Gesellschaft ist aus dem Zusammenschluss des Schachvereins Berliner Schachgesellschaft, gegründet 1827, und der Schachvereinigung Eckbauer, gegründet 1925, hervorgegangen und führt deren Tradition fort.“ Durch Hinzufügung des Gründungsjahrs erhielt der Vereinsname zugleich die heutige Form: Berliner Schachgesellschaft 1827 Eckbauer e. V.

## Verein
2024 hatte der Verein rund 45 Mitglieder.

## Erfolge
- Die BSG 1827 Eckbauer kam acht Mal ins Finale der Deutschen Mannschaftsmeisterschaft.
- 1957 und 1961 wurde der Verein Deutscher Mannschaftsmeister.
- Bis 1967 gewann die Schachgesellschaft fünfzehn Mal die Berliner Mannschaftsmeisterschaft.